# Giovanni Battista Zorzoli
Giovanni Battista Zorzoli (Vigevano, 21 marzo 1932) è un ingegnere e autore televisivo italiano, esperto in energia nucleare e in fonti energetiche rinnovabili.

## Biografia
Fece parte del consiglio di amministrazione dell'Enel in quota Pci dal 1987 al 1993 e venne condannato a 4 anni e 6 mesi per corruzione nel processo di Milano per le tangenti pagate dall'azienda elettrica tra il 1986 e il 1992, poi parzialmente graziato dal presidente Ciampi.
È stato presidente dal 2009 al 2013 di Ises Italia, sezione italiana dell'International solar energy society.
Autore di numerose pubblicazioni tecniche e di 14 libri di argomento energetico, con Umberto Eco ha curato una Storia figurata delle invenzioni: dalla selce scheggiata al volo spaziale (Milano, Bompiani, 1961).
Negli anni sessanta è stato curatore del programma televisivo RAI Sapere.
Collabora attivamente come analista dei sistemi energetici al portale e rivista specializzata Qualenergia 

## Opere principali
- Storia figurata delle invenzioni, con Umberto Eco, Milano, Bompiani, 1961
- Le dimensioni del potere, Milano, Bompiani, 1969
- La ricerca scientifica in Italia, Milano,  Angeli, 1970
- Fisica sperimentale dei reattori nucleari, Milano, Feltrinelli, 1971
- Vivere con il sole, Milano, Bompiani, 1978
- Il dilemma energetico: per un nuovo medioevo tecnocratico o un nuovo umanesimo socialista?, Milano, Feltrinelli, 1979
- Proposte per il futuro: scelte energetiche e nuovo modello di sviluppo, Milano, Feltrinelli, 1980
- La formica e la cicala: proposte per uno sviluppo possibile, Roma, Editori riuniti, 1984
- Il rischio e la necessità: tecnologie, sicurezza, sviluppo: un compromesso difficile, Milano, Mondadori, 1986
- Il pianeta in bilico: il difficile equilibrio fra ambiente e sviluppo, Milano, Garzanti, 1988